# Richard Drayton
Richard Drayton (* 1964 in Guyana) ist ein britischer Historiker. Seit 2009 ist er der sechste Rhodes Professor of Imperial History am King’s College London.

## Leben
Drayton wuchs in Barbados auf, wohin seine Familie 1972 auswanderte. Er besuchte das Harrison College in Bridgetown, von dort ging er auf die Harvard University, dann auf das Balliol College in Oxford als karibischer Rhodes Scholar und zur Yale University, wo er bei Paul Kennedy promovierte. Ab 1992 war er Research Fellow des St Catharine’s College, dann wieder nach Oxford 1994 als Darby Fellow am Lincoln College. Ab 1998 war er Associate Professor für britische Geschichte an der University of Virginia. Von 2001 bis 2009 lehrte er an der University of Cambridge und war Fellow, Tutor und Studiendirektor am Corpus Christi College (Cambridge). 2009 lehrte er als Gastprofessor an der Harvard University, 2012 am Institute of World History der Chinese Academy of Social Sciences, 2013 an der École des hautes études en sciences sociales in Paris, 2015 war er Distinguished Visiting Fellow am Advanced Research Colloquium der City University of New York.

## Werk
Drayton verfasste Nature’s Government: Science, Imperial Britain, and the "Improvement" of the World (Morris D. Forkosch Prize der American Historical Association 2001) für das beste Buch über British and British Imperial History (1999–2001). 2002 erhielt er den Philip-Leverhulme-Preis für moderne Geschichte. Er ist Mitherausgeber der Cambridge Imperial and Post-Colonial Studies. 2021 bekam er den Humboldt-Forschungspreis.

## Veröffentlichungen
- Imperialism and Colonialism. Christopher Bayly, Richard Rathbone and Richard Drayton, Interviews, 2022, ISBN 978-1-032-22811-2
- European Social History, a latecomer to the Global Turn?, in: Annales 2021, 76 (4)
- Commonwealth History in the Twenty-First Century, London, 2020, ISBN 978-3-030-41787-1
- Race, Culture and Class: European hegemony and global class formation, c. 1800–1950, in: Jürgen Osterhammel, Christof Dejung, David Motadel (Hg.): The Global Bourgeoisie (Princeton University Press), 2019
- Nature’s Government: Science, Imperial Britain, and the "Improvement" of the World, New Haven: Yale University Press, 2000.

## Einzelbelege
1. ↑  Professor Richard Drayton. Abgerufen am 31. Juli 2022.
2. ↑  Sharon K. Tune (2002), "116th Annual Meeting Awards and Honors", Perspectives on History, March 2002, American Historical Association.
3. ↑  Philip Leverhulme Prizes 2002, p. 4, The Leverhulme Trust, www.leverhulme.ac.uk.
4. ↑  Prof. Richard Drayton on 'Economic Lies & Cuts' (1/4). Abgerufen am 31. Juli 2022 (deutsch).
5. ↑  Visiting fellow: Richard Drayton recipient of Humboldt Research Award. 7. Juni 2021, abgerufen am 31. Juli 2022.

| Personendaten    | Personendaten          |
| ---------------- | ---------------------- |
| NAME             | Drayton, Richard       |
| ALTERNATIVNAMEN  | Drayton, Richard Harry |
| KURZBESCHREIBUNG | britischer Historiker  |
| GEBURTSDATUM     | 1964                   |
| GEBURTSORT       | Guyana                 |